# Campionato ucraino di football americano
Il campionato ucraino di football americano è una competizione che riunisce l'élite dei club ucraini di football americano dal 1993. L'organizzatore del campionato e delle squadre nazionali è la Ukrainian League of American Football (ULAF).
Questa competizione si disputa con una stagione regolare con girone all'italiana, seguita da play-off e finale.

## Formato
Il campionato attuale è diviso in due categorie: la ULAF Superleague e la ULAF Perša Liga.
Il gioco si svolge con le regole della ULAF che si basano sul regolamento della NCAA.

## Finali

### Campionato di primo livello
| Data              | Finale                          | Vincitore              | Punteggio              | Finalista              |
| ----------------- | ------------------------------- | ---------------------- | ---------------------- | ---------------------- |
| 1993              | Finale I                        | Kharkiv Atlantes       | ?-?                    | Donetsk Scythians      |
| 1994              | Finale II                       | Donetsk Scythians      | ?-?                    | Kharkiv Atlantes       |
| 1995              | Finale III                      | Donetsk Scythians      | ?-?                    | Kharkiv Atlantes       |
| 1996              | Finale IV                       | Donetsk Scythians      | ?-?                    | Kiev Destroyers        |
| 1997              | Finale V                        | Donetsk Scythians      | ?-?                    | Kiev Destroyers        |
| 1998              | Finale VI                       | Donetsk Scythians      | ?-?                    | Kharkiv Atlantes       |
| 1999              | Finale VII                      | Donetsk Scythians      | 22-20                  | Kharkiv Atlantes       |
| 2000 (14 ottobre) | Finale VIII                     | Donetsk Scythians      | 66-0                   | Kiev Gepards           |
| 2001 (15 luglio)  | Finale IX                       | Donetsk Scythians      | 21-14                  | Kiev Slavs             |
| 2002 (19 ottobre) | Finale X                        | Donetsk Scythians      | 20-14                  | Kiev Slavs             |
| 2003              | Finale XI                       | Donetsk Scythians      | ?-?                    | Kiev Slavs             |
| 2004              | Finale XII                      | Kiev Slavs             | ?-?                    | Donetsk Varangians     |
| 2005 - 2006       | Stagioni non disputate          | Stagioni non disputate | Stagioni non disputate | Stagioni non disputate |
| 2007              |                                 | Kiev Slavs             | Vincitori del girone   | Vincitori del girone   |
| 2008              | Finale XIII                     | Donetsk Varangians     | 38-6                   | Carpathian Bears       |
| 2009 (18 ottobre) | Finale XIV                      | Uzhgorod Lumberjacks   | 35-12                  | Minsk Zubrs            |
| 2010 (26 giugno)  | Finale XV                       | Donetsk Scythians      | 44-8                   | Minsk Zubrs            |
| 2011 (9 ottobre)  | Finale XVI                      | Donetsk Scythians      | 20-8                   | Minsk Zubrs            |
| 2012 (22 luglio)  | Finale XVII                     | Donetsk Scythians      | 33-22                  | Kiev Bandits           |
| 2013              |                                 | Kiev Bandits           | Vincitori del girone   | Vincitori del girone   |
| 2014 (2 novembre) | Finale XVIII                    | Kiev Bandits           | 24-0                   | Kharkiv Atlantes       |
| 2015              | NFAFU - Finale XIX (17 ottobre) | Uzhgorod Lumberjacks   | 34-21                  | Kiev Bandits           |
| 2015              | ULAF - Finale (17 novembre)     | Kharkiv Atlantes       | 56-12                  | Mykolaiv Vikings       |
| 2016 (8 ottobre)  | Finale XX                       | Minsk Zubrs            | 24-14                  | Kiev Bandits           |
| 2017              |                                 | Uzhgorod Lumberjacks   | Vincitori del girone   | Vincitori del girone   |
| 2018 (28 ottobre) | Finale XXI                      | Kiev Patriots          | 44-6                   | Lviv Lions             |
| 2019 (28 luglio)  | Finale XXII                     | Kiev Capitals          | 49-21                  | Kiev Patriots          |
| 2020 (24 ottobre) | Finale XXIII                    | Kiev Capitals          | 20-6                   | Kharkiv Atlantes       |
| 2021 (22 agosto)  | Finale XXIV                     | Kiev Capitals          | 28-14                  | Lviv Lions             |

### Coppa
| Data               | Finale | Vincitore  | Punteggio | Finalista        |
| ------------------ | ------ | ---------- | --------- | ---------------- |
| 2008 (16 novembre) |        | Kiev Slavs | 26-20     | Carpathian Bears |

### Campionato di secondo livello
Campionato a 9 giocatori.
| Data                | Finale                                             | Vincitore                                          | Punteggio                                          | Finalista                                          |
| ------------------- | -------------------------------------------------- | -------------------------------------------------- | -------------------------------------------------- | -------------------------------------------------- |
| 2011                |                                                    | Dnepr Rockets                                      | Vincitori del girone                               | Vincitori del girone                               |
| 2012                | Finale I                                           | Dnepr Rockets                                      | ?-?                                                | Odessa Pirates                                     |
| 2013                | Finale II                                          | Uzhgorod Lumberjacks                               | ?-?                                                | Vinnytsia Wolves                                   |
| 2014                |                                                    | Uzhgorod Lumberjacks                               | Vincitori del girone                               | Vincitori del girone                               |
| 2015                | Stagione non disputata                             | Stagione non disputata                             | Stagione non disputata                             | Stagione non disputata                             |
| 2016                |                                                    | Vinnytsia Wolves                                   | Vincitori del girone                               | Vincitori del girone                               |
| 2017 (24 settembre) | Finale III                                         | Kharkiv Atlantes                                   | 16-0                                               | Vinnytsia Wolves                                   |
| 2018                |                                                    | Kamianets-Podilskyi Titans                         | Vincitori del girone                               | Vincitori del girone                               |
| 2019                |                                                    | Mykolaiv Vikings                                   | Vincitori del girone                               | Vincitori del girone                               |
| 2020                | Stagione non disputata (è diventata primo livello) | Stagione non disputata (è diventata primo livello) | Stagione non disputata (è diventata primo livello) | Stagione non disputata (è diventata primo livello) |
| 2021 (29 agosto)    | Finale                                             | Uzhgorod Lumberjacks                               | 34-8                                               | Kiev Capitals 2                                    |

### Campionato di terzo livello
| Data                | Finale   | Vincitore              | Punteggio            | Finalista            |
| ------------------- | -------- | ---------------------- | -------------------- | -------------------- |
| 2016                |          | Dnepr Rockets          | Vincitori del girone | Vincitori del girone |
| 2017 (17 settembre) | Finale I | Azov Dolphins Mariupol | 26-10                | Belaja Tserkov Hawks |

## Squadre per numero di campionati vinti
Le tabelle seguenti mostrano le squadre ordinate per numero di campionati vinti nelle diverse leghe.

### Campionato di primo livello
|    | Squadra              | Anni                                                                               |
| -- | -------------------- | ---------------------------------------------------------------------------------- |
| 14 | Donetsk Scythians    | 1994, 1995, 1996, 1997, 1998, 1999, 2000, 2001, 2002, 2003, 2008, 2010, 2011, 2012 |
| 3  | Kiev Capitals        | 2019, 2020, 2021                                                                   |
| 3  | Uzhgorod Lumberjacks | 2009, 2015, 2017                                                                   |
| 2  | Kiev Bandits         | 2013, 2014                                                                         |
| 2  | Kiev Slavs           | 2004, 2007                                                                         |
| 1  | Kiev Patriots        | 2018                                                                               |
| 1  | Minsk Zubrs          | 2016                                                                               |
| 1  | Kharkiv Atlantes     | 1993                                                                               |

### Campionato di secondo livello
|   | Squadra                    | Anni       |
| - | -------------------------- | ---------- |
| 2 | Uzhgorod Lumberjacks       | 2013, 2014 |
| 2 | Dnepr Rockets              | 2011, 2012 |
| 1 | Mykolaiv Vikings           | 2019       |
| 1 | Kamianets-Podilskyi Titans | 2018       |
| 1 | Kharkiv Atlantes           | 2017       |
| 1 | Vinnytsia Wolves           | 2016       |

### Campionato di terzo livello
|   | Squadra                | Anni |
| - | ---------------------- | ---- |
| 1 | Azov Dolphins Mariupol | 2017 |
| 1 | Dnepr Rockets          | 2016 |